# Dota 2
Dota 2 là một trò chơi đấu trường trận chiến trực tuyến nhiều người chơi (MOBA) được Valve Corporation phát triển, dựa theo một mod game nổi tiếng - Defense of the Ancients, từ trò chơi Warcraft III: Reign of Chaos và bản mở rộng của nó The Frozen Throne. Được công bố lần đầu vào ngày 23 tháng 10 năm 2010 qua Game Informer, trò chơi sau đó được đưa vào thử nghiệm với một bản beta miễn phí thông qua hệ thống giftcode. Valve phát hành Dota 2 qua hệ thống điều phối Steam của họ mà qua đó trò chơi được cập nhật song song với hệ thống phiên bản DotA.
Thông thường, mỗi ván Dota 2 là một trận đấu riêng biệt và chia làm 2 đội (Radiant và Dire), mỗi đội gồm 5 người chơi và chiếm đóng một thành lũy ở 2 góc đối diện của bản đồ. Nằm giữa pháo đài mỗi bên là một công trình gọi là "Ancient" ("Thánh Tích"); để giành chiến thắng, một đội phải phá hủy Thánh Tích của đội đối phương. Mỗi người chơi chỉ được điều khiển một nhân vật ("hero") duy nhất sở hữu một số khả năng chiến đấu nhất định, phối hợp cùng đồng đội giành lợi thế trên bản đồ để đi tới chiến thắng.
Công việc phát triển Dota 2 được bắt đầu vào năm 2009, với việc Valve tuyển được nhà phát triển "IceFrog" của bản mod DotA làm nhà thiết kế chính của tựa trò chơi tiếp nối này. Dota 2 được khen ngợi bởi các nhà phê bình trò chơi điện tử do vừa giữ được nét đặc sắc của trò tiền nhiệm là DotA, vừa nâng cao được chất lượng trò chơi, cũng như những cảm nhận lôi cuốn, hứng thú mà trò chơi mang lại. Tuy nhiên Dota 2 cũng bị phê phán bởi việc nó có "đường cong học hỏi" dốc và cộng đồng người chơi thiếu thân thiện. Kể từ khi ra mắt, Dota 2 luôn là trò được chơi nhiều nhất trên Steam, với lượng người chơi cùng lúc ở đỉnh điểm là 1.291.328.
Sau đó đến ngày 9 tháng 7 năm 2013, Dota 2 được chính thức kết thúc giai đoạn Beta và được phát hành dưới dạng Free to play trên Windows và sau đó là ngày 18 tháng 7 năm 2013 trên Linux và Mac OS X.
Dota 2 hiện đang là tựa game có giải thi đấu có số tiền giải thưởng lớn nhất trong lịch sử thể thao điện tử – The International, số tiền thưởng mùa 10 lên tới hơn 40 triệu USD.

## Cách chơi
Dota 2 kết hợp các yếu tố của trò chơi chiến lược thời gian thực với góc nhìn từ trên xuống với các yếu tố chức năng về kinh nghiệm và đồ trong trò chơi nhập vai. Người chơi được chia vào hai đội có tên gọi Radiant và Dire. Căn cứ bên Radiant ở phía dưới bên trái (góc tây nam) bản đồ còn căn cứ bên Dire ở phía trên bên phải (góc đông bắc) bản đồ. Người chơi có thể chọn một trong 124 hero với cấp độ (level) sử dụng kinh nghiệm để lên được tối đa là 30. Cách thức hero tham gia các cuộc chiến giữa hai bên phụ thuộc nhiều vào thuộc tính chính của hero đó. Trong trò chơi này mỗi hero có ba thuộc tính là strength (sức mạnh), agility (nhanh nhẹn) và intelligence (thông minh), trong đó có một thuộc tính là chính. Như vậy hero cũng được chia thành ba loại tương ứng với thuộc tính chính.
Ở giữa căn cứ của mỗi bên có một công trình lớn có tên "Ancients" ("Thánh Tích"). Mục tiêu của trò chơi là phá hủy công trình này của đối phương. Bản đồ được phân đôi bởi một con sông và cân bằng về mặt địa hình giữa hai bên. Hai căn cứ nối với nhau bằng ba con đường chính (được gọi là lane), dựa vào hướng nhìn mặc định trong game người ta gọi ba đường này lần lượt là mid (giữa), top (trên), và bot (dưới). Trên mỗi đường vào căn cứ có những trụ (tower) bảo vệ và phải phá hủy được trụ ngoài mới tấn công được trụ bên trong. Để phá được Thánh Tích thì phải phá hủy được hai trụ cuối cùng bảo vệ nó. Ngoài ra, ở mỗi đường có những đơn vị quân (gọi là creep) được sinh ra đều đặn theo thời gian, tiến về căn cứ đối phương, tấn công hero và đơn vị quân, cũng như trụ của đối phương.
Để phá hủy được Thánh Tích thì trên đường vào căn cứ phải chiến đấu với đối phương. Vì Dota 2 đề cao tính đồng đội nên người chơi phải phối hợp tốt với đồng đội mình mới đem lại chiến thắng cuối cùng.
Đơn vị trao đổi trong trò chơi là vàng. Các hero dùng vàng để mua đồ đạc, tăng cường sức mạnh và những khả năng khác do những món đồ mang lại. Vàng mỗi hero có tăng theo thời gian, tuy nhiên không đáng kể. Vàng chủ yếu thu được từ việc tiêu diệt hero, phá hủy công trình, tiêu diệt đơn vị quân đối phương và tự hủy quân lính đồng minh. Những công việc này đem lại cả điểm kinh nghiệm. Từ đó có một kỹ năng là tự tiêu diệt đơn vị quân hoặc công trình bên mình (gọi là deny) khi còn ít máu để tránh việc đối phương có vàng và giảm lượng kinh nghiệm thu được. Khi hero tích lũy đủ kinh nghiệm thì sẽ tăng cấp độ. Khi tiêu diệt đối phương thì người chơi có đòn kết thúc cuối cùng sẽ thu được nhiều vàng và kinh nghiệm hơn, từ đó có kỹ năng canh để có đòn kết thúc (last hit). Với các trụ bên trong, cũng như hero cấp độ cao thì khi tiêu diệt người chơi sẽ thu được nhiều vàng hơn.
Hero trong Dota 2 lấy hoàn toàn từ tất cả các heroes của mod Defense of the Ancients cũ, đồng thời mỗi năm IceFrog cùng Valve sẽ ra mắt khoảng 1-2 heroes mới. Chúng rất đa dạng và phong phú khiến người chơi cảm thấy thích thú, đòi hỏi luyện tập lâu dài và có kỹ năng tốt để sử dụng. Tuy nhiên, có những hero lại chỉ làm cho người chơi cảm thấy bực tức và trở nên gay gắt với đồng đội. Điển hình là Techies. Với bộ kĩ năng phòng thủ mạnh, câu kéo thời gian, những người cầm hero này thường kéo dài trận đấu tới hàng tiếng đồng hồ.

## Phát triển

### Concept
Theo nhà sáng lập và quản lý của Valve, Gabe Newell, công việc đầu tư của công ty cho Dota được khai mào vì sự quan tâm của nhiều nhân viên kì cựu, bao gồm cả nhà thiết kế Robin Walke của trò chơi Team Fortress, lập trình viên Adrian Finol và quản lý dự án Erik Johnson, tất cả họ đều từng thử chơi DotA ở trình độ thi đấu. Khi mối quan tâm của họ lớn dần, họ bắt đầu trao đổi thư điện tử với nhà thiết kế và quản lý của bản đồ này, IceFrog, và đưa ra câu hỏi về dự định lâu dài với bản mod này của IceFrog.. Các email này đã dẫn tới lời mời tham quan trụ sở công ty được gửi đến IceFrog từ Erik Johnson và sau đó, là lời đề nghị tuyển mộ IceFrog vào dự án. Thông điệp đầu tiên về việc phát triển Dota 2 được chính IceFrog viết trên blog của mình vào ngày 5 tháng 10 năm 2009 với việc hé lộ rằng anh sẽ đứng đầu một nhóm làm việc tại Valve. Kể từ đó, không có một lần nào nữa các thông tin được đưa thêm cho tới tận ngày 13 tháng 10 năm 2010 khi trang web của tạp chí Game Informer công bố nhiều chi tiết liên quan tới trò chơi cũng như việc phát triển, dẫn tới việc server của trang web này bị nghẽn vì lượng truy cập. Erik Johnson đã giải thích về cách viết của nhãn hiệu là "Dota" chứ không phải "DotA", rằng bởi vì bối cảnh tên gọi Dota ngày cảng trở thành một khái niệm riêng chứ không phải là chữ viết tắt của "Defense of the Ancients" nữa.

### Tranh chấp bản quyền
Qua vài lời phỏng vấn ngắn của IceFrog qua trang web playdota.com – trang web chính thức của Defense of the Ancients – thương hiệu đã được Valve đăng ký vào ngày 6 tháng 8 năm 2010, Steve Feak – một trong những người cùng thiết kế bản đồ DotA Allstars – cùng Steve Mescon – người sáng lập ra trang web dota-allstars.com – cho rằng Valve không có đủ thẩm quyền để sở hữu thương hiệu "DotA". Ngày 9 tháng 8 năm 2010, "Guinsoo" Steve Feak chính thức đệ đơn bảo vệ thương hiệu "Dota" cho "DotA-Allstars" và LLC (đại diện của Riot Games – công ty tuyển dụng anh) với lý do "bảo vệ công việc mà hàng chục tác giả đã làm để tạo ra trò chơi". Rob Pardo, phó giám đốc phụ trách điều hành của Blizzard Entertainment và là người phát triển Warcraft III cũng đồng tình với ý kiến này khi cho rằng DotA là khái niệm đi liền với thành công của cộng đồng Warcraft. Blizzard liền kêu gọi DotA-Allstars và LLC của Riot Games cùng đứng lên chung sức, không chỉ với danh nghĩa những người tạo nên World Editor, mà còn dưới quyền lợi của công ty đã tạo mod trước đó. Trong buổi giới thiệu trò chơi tại Gamescom 2011, Gabe Newell nói rằng Valve chỉ đứng ra lấy thương hiệu, còn thực tế IceFrog mới là người muốn đứng ra lập một trò chơi DotA riêng mà rất nhiều người đã từng biết tới. Blizzard cuối cùng cũng hoàn chỉnh thủ tục kiện Valve vào tháng 11 năm 2011, yêu cầu quyền lợi cho Warcraft III: World Editor và những người tạo ra nó bao gồm DotA-Allstars và LLC. Ngày 11 tháng 5 năm 2012, cả Blizzard lẫn Valve đều tuyên bố những tranh cãi đôi bên đã được dàn xếp, trong đó Valve tiếp tục được quyền phát triển trò chơi với thương hiệu "Dota", trong khi Blizzard hoàn toàn có thể đổi tên bản đồ của mình, từ "Blizzard DOTA" thành "Blizzard All-Stars".

### Thiết kế
Mô phỏng chính xác theo Defense of the Ancients, những thiết kế của Dota 2 chú trọng nhiều vào việc chuyển những chi tiết sang engine Source, cùng với đó là phát triển phần gameplay. Dota 2 cũng thiết kế lại 2 tộc Scourge và Sentinel trong Defense of the Ancients thành 2 đạo quân theo thứ tự là Dire và Radiant, cùng với nhiều phụ kiện vẫn được giữ lại, trong khi chú ý nâng cấp chất lượng trong thiết kế mới. Valve cũng mời người phát triển của Warcraft III, Jason Hayes, tới cộng tác cùng Tim Larkin để viết phần nhạc nền cho trò chơi. Tên của các nhân vật, kỹ năng, đồ, bản đồ cùng một số chi tiết khác nhìn chung là không có nhiều thay đổi, tuy nhiên việc đưa trò chơi vào engine Source đã giúp Dota 2 vượt ra ngoài những giới hạn của World Editor trong Warcraft III. Rất nhiều mục hỗ trợ đã được cho thêm vào trong phần kinh nghiệm của mỗi tài khoản người chơi, từ đó giúp cho người chơi có thể được đối đầu với những đối thủ cùng trình độ. Phần chơi không đối kháng hay không tính điểm cũng xuất hiện, kể cả phần chơi AI lẫn solo. Ban đầu, IceFrog nói rằng Dota 2 chỉ có mục đích phát triển lâu dài mod cũ, xây dựng trò chơi mới theo gameplay trước đó mà không thay đổi quá nhiều để khỏi làm hỏng mất những gì đã có. Theo Valve, công ty đã ký với rất nhiều cộng tác viên nổi tiếng từ Dota để hỗ trợ phát triển Dota 2, trong đó có một trong những người sáng lập đầu tiên "Eul", cũng như người thường thiết kế phần hình nền chờ vào trò chơi, Kendrick Lim của Imaginary Friends Studios. IceFrog sau này cũng nói rằng Dota 2 là bản tiếp nối của Dota, và các đóng góp chủ yếu tới từ những nguồn ngoài nhóm phát triển chính.
Để nâng cấp cho Dota 2, Valve tiến hành công việc trên nền Source với nhiều bổ sung chi tiết, chẳng hạn như thay đổi vẻ bề ngoài của các nhân vật, thay đổi về ánh sáng, cũng như nâng cấp phần Steamworks, trong đó có phần mở rộng các công cụ như hướng dẫn và cả huấn luyện người chơi. Dota 2 sử dụng phần mềm Steam của Valve để tận dụng cộng đồng phát triển cho trò chơi. Tài khoản ở Steam cho phép lưu trữ các dữ liệu cá nhân và chỉnh sửa phần chơi trực tuyến qua Steam Cloud. Dota 2 cũng cho thêm rất nhiều lựa chọn mới, ví dụ như theo dõi trận đấu trực tiếp giống như truyền thống các trò chơi khác của Valve. Máy chủ cũng có thể cho phép AI bot tham gia trận đấu. Một ví dụ khác là máy chủ có thể thay AI bot hay người chơi nếu có một vị trí khuyết do một người chơi nào đó không thể kết nối. Valve cũng cho phép một chế độ huấn luyện khi những người chơi nhiều kinh nghiệm có thể hướng dẫn những người mới tới. Trò chơi cũng có cả phần hướng dẫn chơi dành cho những người muốn nghiên cứu trước khi chơi những trận đấu chính thức. Ngoài phần chơi thông qua Steam, Dota 2 cũng có thể chơi qua hệ thống LAN cổ điển.
Kể từ khi giới thiệu Dota 2 tại Gamescom 2011, Valve bắt đầu cho phép mọi người sử dụng bản beta của trò chơi, cùng với đó là các "thư mời" kèm theo sự đồng ý từ Gamescom. Ban đầu, Gabe Newell nói rằng trò chơi sẽ được ra mắt trong năm 2012, cho dù thời điểm công bố là cuối năm 2011. Tới ngày 23 tháng 9 năm 2011, Valve tuyên bố hủy những kế hoạch trước đó của họ liên quan tới Dota 2. Theo đó, kế hoạch của IceFrog chỉ là phát hành bản beta một cách sớm nhất có thể cùng với đó là hoàn chỉnh hệ thống các nhân vật. Sau đó, Valve gỡ phần thảo luận kín quy định trong trò chơi, từ đó cho phép người chơi có thể tranh luận và trình bày kinh nghiệm của mình một cách công khai.
Trong năm thứ 2 tổ chức giải The Defense bởi joinDOTA vào tháng 7 năm 2012, Valve đã cho phép các giải đấu có thêm các phụ kiện. Các giải đấu có thể được theo dõi trực tiếp thông qua việc mua những "vé" trên Dota Store, từ đó cho phép quan sát trận đấu tương tự như xem qua livestream. Phần phụ kiện này hỗ trợ cho cả những trận đấu đã và đang diễn ra trong giải đấu. Hơn nữa, một đội có thể được đọc tên bởi một phần mềm đặc biệt, từ đó cũng cho phép nhận biết ván đấu trong trận đấu, người chơi thuộc đội chơi và các thông tin theo kèm.

### Bản thử nghiệm
Cùng lúc với việc thiết lập một cộng đồng trực tuyến của Dota 2, Gabe Newell cũng tuyên bố vào tháng 4 năm 2012 rằng trò chơi này sẽ được phát hành theo dạng miễn phí thử nghiệm, với việc cho phép người chơi đánh giá trực tiếp với cộng đồng. Ngày 1 tháng 6 năm 2012, bộ phận phát triển của Valve khẳng định trò chơi sẽ tiếp tục còn là bản miễn phí thử nghiệm cho tới khi hoàn chỉnh toàn bộ các nhân vật cũng như phụ kiện tương ứng. Tuy nhiên phần tiền kiếm được từ trò chơi vẫn sẽ được đảm bảo khi người chơi mua sắm phụ kiện qua Dota Store. Cho tới khi trò chơi được chính thức phát hành, người chơi có thể mua sắm tất cả các phụ kiện đi theo trò chơi. Dota Store được thiết kế bởi một vài thành viên của Valve – những người cũng làm việc tại Steam Workshop – mà theo đó, hệ thống sẽ được quản lý khắt khe bởi Valve và nếu thành công có thể trở thành một phần của Dota 2. Những thống kê tài chính đầu tiên được báo cáo bởi Team Fortress 2 vào tháng 6 năm 2011 cho thấy thành công rất lớn của dự án với 3,5 triệu $ đã được người chơi trả qua bản thử nghiệm miễn phí này.

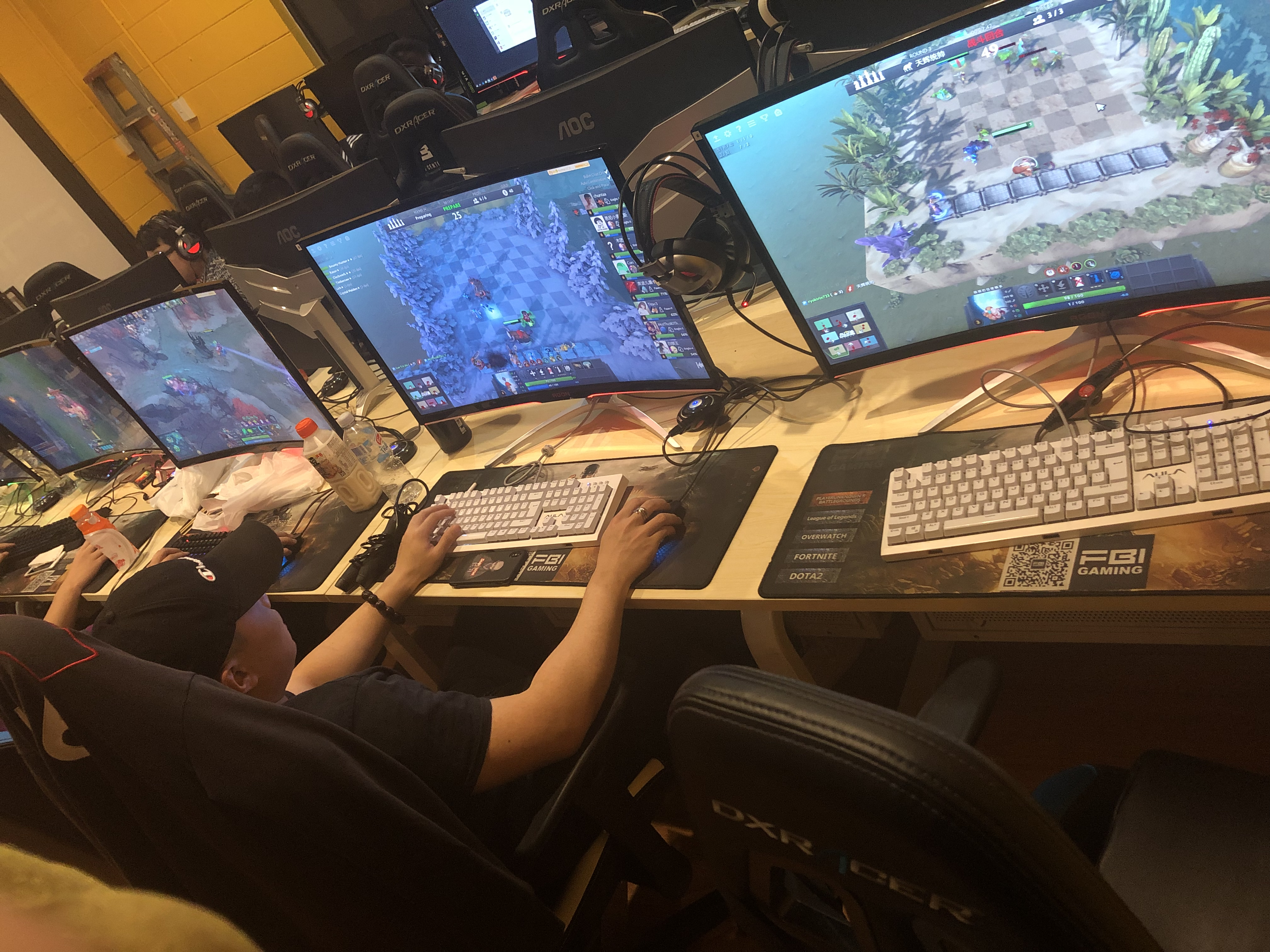
Dota Auto Chess - custom game nổi tiếng được xây dựng trên Dota 2.

### Phát hành và phân phối
Theo những quy định về phát hành ở các quốc gia khác nhau, Valve đã phải tiến hành phân phối qua các nhà phát hành riêng biệt. Ngày 19 tháng 10 năm 2012, hãng phát hành trò chơi trực tuyến hàng đầu Trung Quốc – Perfect World – được nhận giấy phép phân phối độc quyền Dota 2 tại đây. Ngày 9 tháng 11 cùng năm, tới lượt Nexon Co. Ltd có được giấy phép phát hành trò chơi ở Nhật Bản và Hàn Quốc.
Sau khi được phát hành chính thức vào ngày 9 tháng 7 năm 2013, Dota 2 ở Đông Á có thể được chơi trực tiếp qua hệ thống Steam mà không phải qua Perfect World nữa.

### Source 2
Ngày 12 tháng 6 năm 2015, Valve đã thông báo rằng toàn bộ Dota 2 sẽ được chuyển giao cho các bản Source 2, trong một bản cập nhật beta mang tên Dota 2 Reborn. Bản cập nhật có giao diện người được thiết kế mới hoàn toàn, khả năng tùy chỉnh cho các trò chơi, và thay thế bản gốc, với hệ thống gameplay khác ngoài ra còn có tính năng Custom Game. Custom Game nổi bật nhất sau này phải kể đến Dota Auto Chess (tiên phong cho các tựa game đấu cờ trên di động và game Đấu trường chân lý).
Ngày 2 tháng 9 năm 2015, Valve đã yêu cầu toàn bộ người chơi cập nhật bản Source 2 và tiến tới sử dụng chính thức bản này.

## Đánh giá
Ngay sau những công bố đầu tiên về Dota 2, trò chơi đã đạt giải thưởng do người hâm mộ bình chọn qua IGN, vượt qua rất nhiều trò chơi đình đám khác của năm như Battlefield 3, Diablo III, The Elder Scrolls V: Skyrim và Guild Wars 2. Tháng 12 năm 2012, tạp chí PC Gamer đưa Dota 2 vào danh sách đề cử trò chơi của năm, sau đó là danh hiệu trò chơi thể thao điện tử xuất sắc nhất.
Tháng 9 năm 2012, PC Gamer đánh giá trò chơi "là một sản phẩm sâu sắc và phức tạp bám theo những chi tiết quan trọng nhất từ Dota. Cũng có được một vài giải thưởng như những trò chơi khác, song Dota 2 lại có một nền tảng vô cùng chắc chắn" và chấm điểm 85/100. Gamesreviews viết "Dota 2 là một minh chứng xuất sắc của dòng trò chơi A-RTS và thực sự đang có những thử nghiệm rất khả quan" cùng với điểm đánh giá 8.0/10.

## Thi đấu chuyên nghiệp
Trong một bài báo năm 2008 của trang trò chơi điện tử Gamasutra, cây viết Michael Walbridge đã đề cập rằng Dota là mod chơi phổ biến nhất thế giới, là giải đấu thể thao điện tử nổi tiếng nhất, đặc biệt phổ biến tại châu Á, châu Âu và Bắc Mỹ. Erik Johnson từng bình luận trong một bài phỏng vấn rằng việc mở rộng trò chơi qua hệ thống LAN đã cho phép tổ chức những giải đấu có quy mô nhỏ hơn, độc lập hơn và có giải thưởng ít hơn.
Để đảm bảo quá trình thay đổi từ Dota sang Dota 2, Valve đã mời 16 trong số những đội chơi xuất sắc nhất thế giới quy tụ tại một giải đấu mang tên The International, tổ chức lần đầu tiên bởi Gamescom ở Koln, Đức trong đó giải thưởng cho nhà vô địch là 1 triệu $. The International trở thành một sự kiện thường niên, song địa điểm tổ chức được rời tới Seattle, Washington, Mỹ. Hàng năm, The International vẫn luôn giữ danh hiệu là giải đấu thể thao điện tử có tổng số tiền thưởng cao nhất. Tới năm 2014, The International 4 đã phá mọi kỷ lục để trở thành giải đấu có tổng số tiền thưởng cao nhất (lên tới gần 11 triệu $ trong đó có 8 triệu là từ đóng góp của người chơi trên toàn thế giới) với nhà vô địch được trao tới 5 triệu $.

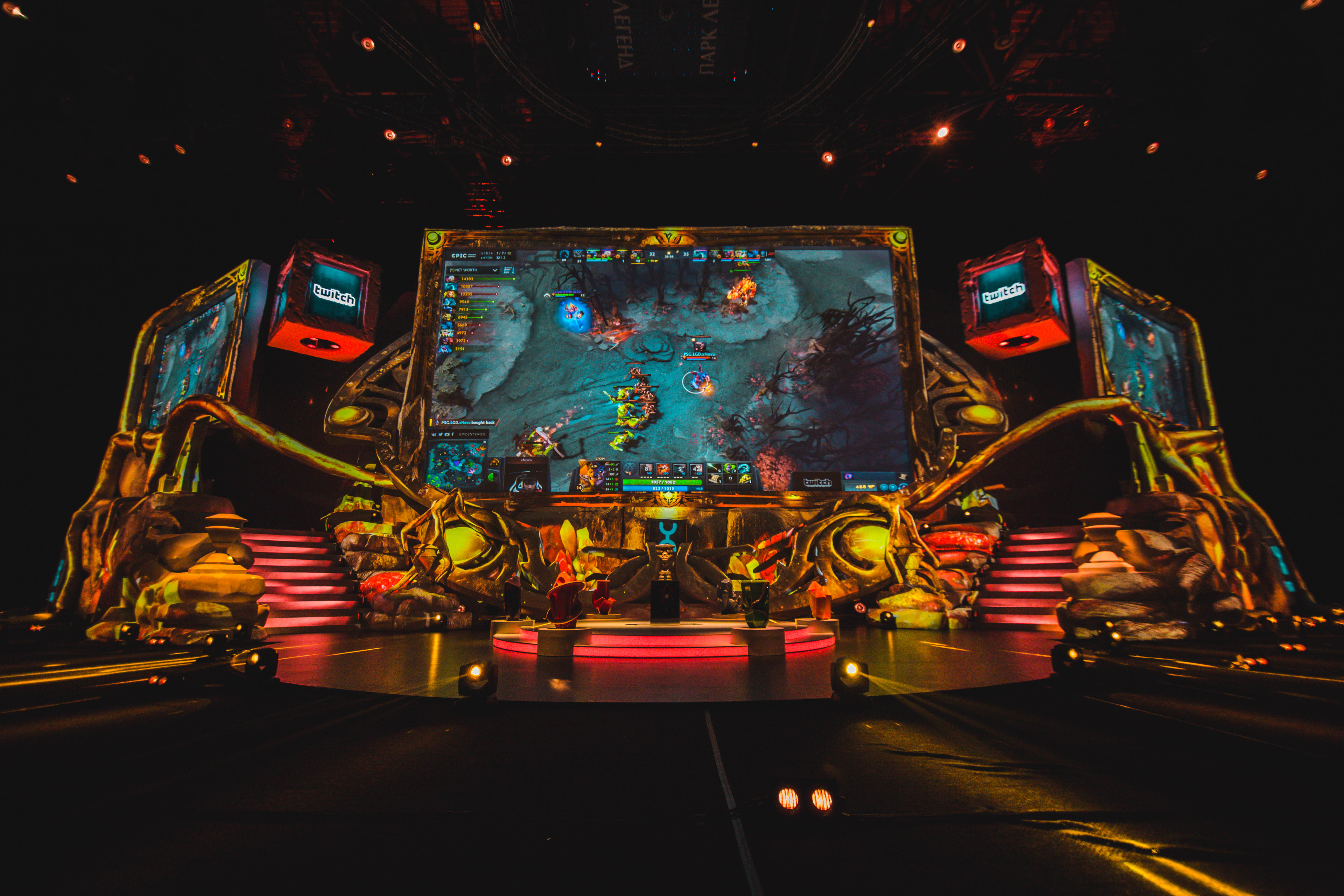
Một trận đấu tại giải Major năm 2018 Epicenter XL Dota 2

Kể từ The International, hàng loạt các giải đấu đã được tổ chức với việc đổi từ Dota sang Dota 2, trong đó có cả giải đấu nổi tiếng Electronic Sports World Cup. DreamHack sau đó cũng bắt đầu tài trợ cho Dota 2 kể từ năm 2011, chỉ sau hơn 1 năm khi họ tài trợ cho 2 trò chơi chiến thuật thời gian thực đình đám khác là Heroes of Newerth và League of Legends. Chỉ sau 1 năm kể từ ngày phát hành bản thử nghiệm, Dota 2 đã trở thành trò chơi có giải thưởng cao thứ 2 trong hệ thống các giải đấu thể thao điện tử, chỉ sau StarCraft II. Dota 2 trở thành hạng mục chính thức của World Cyber Games kể từ năm 2012. Sau đó, The Electronic Sports League cũng bắt đầu tổ chức giải đấu Dota 2 mang tên RaidCall EMS One vào năm 2013, trở thành giải đấu Dota 2 độc lập lớn nhất của năm.
Ngày 24 tháng 4 năm 2015, Valve tuyên bố sẽ tổ chức định kỳ hàng năm 4 giải đấu lớn gọi là Major theo từng mùa, trong đó giải mùa hè sẽ là The International. Các giải Major này đều có số tiền thưởng lớn và tiếp tục được làm theo mô hình của The International song với quy mô nhỏ hơn, sau này phát triển thành hệ thống Dota Pro Circuit (DPC). Giải đấu Major đầu tiên là giải mùa thu 2015 được Valve tổ chức tại trung tâm Festhalle, thành phố Frankfurt, Đức từ ngày 16-21 tháng 11 với tổng giải thưởng cố định lên tới 3 triệu $ (tiền đóng góp từ khán giả sẽ được Valve thu trực tiếp). Đội OG là đội giành chiến thắng giải Major đầu tiên sau chiến thắng 3-1 trước đội Secret ở trận chung kết.

### The International

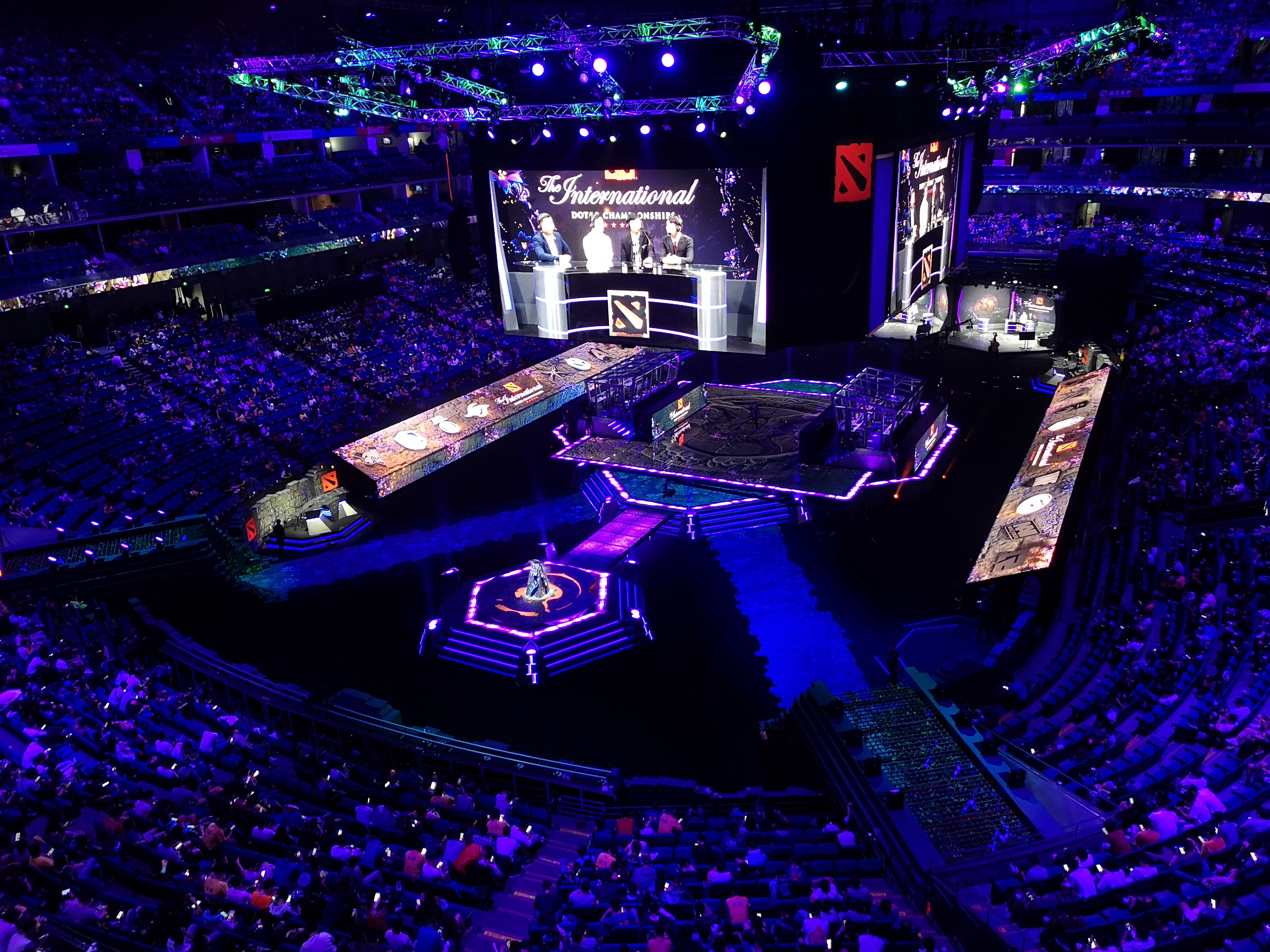
Khung cảnh trận chung kết The International 2019 tại Sân vận đông Mercedes-Benz Arena, Thượng Hải

Natus Vincere của Ukraina là đội vô địch giải The International mùa đầu tiên (2011) sau khi đánh bại đội EHOME từ Trung Quốc với tỉ số 3-1 ở trận chung kết. Invictus Gaming của Trung Quốc là đội vô địch The International mùa thứ 2 (2012) sau khi đánh bại chính Natus Vincere 3-1 ở trận chung kết. Mùa giải The International thứ 3, Natus Vincere một lần nữa là đội á quân sau khi để thua trước đội [A]lliance tới từ Thụy Điển với tỉ số 3-2. Tại trận chung kết The International 4, NewBee từ Trung Quốc đã đánh bại đối thủ đồng hương là Vici Gaming với tỉ số 3-1. Năm 2015, Evil Geniuses từ Mỹ cũng giành chiến thắng 3-1 trước CDEC Gaming để giành được giải thưởng lớn nhất ngành công nghiệp thể thao điện tử từ trước tới nay với 6,6 triệu $. Wings Gaming từ Trung Quốc là đội vô địch năm 2016, còn Team Liquid từ châu Âu là đội vô địch mùa 2017. 
Trước năm 2019, chưa có đội chơi nào vô địch hơn một lần, cũng như chưa có người chơi nào hai lần đăng quang. Cả hai điều này bị OG phá vỡ bởi khi đội bảo vệ thành công chức vô địch vào năm 2019, đồng thời cả 5 thành viên của OG cũng là những người đầu tiên hai lần nâng cao khiên vô địch. 
Team Spirit là đội chơi vô địch mùa giải The International giá trị nhất lịch sử (2021) sau khi đánh bại PSG.LGD với tỉ số 3-2. Tundra Esports là nhà vô địch mùa giải 2022. Team Spirit là đội thứ 2 có 2 lần đăng quang với chức vô địch năm 2023 sau khi đánh bại Gaimin Gladiators với tỉ số 3-0. Thành tích và tỉ số tương tự được lặp lại với Team Liquid ở mùa giải 2024.
| Mùa | Địa điểm                                                                           | Thời gian                       | Tổng giá trị giải thưởng | Kết quả trận chung kết            |
| --- | ---------------------------------------------------------------------------------- | ------------------------------- | ------------------------ | --------------------------------- |
| 1   | Gamescom, Cologne, Đức                                                             | 17–21 tháng 8 năm 2011          | 1.600.000 USD            | Natus Vincere 3-1 EHOME           |
| 2   | Benaroya Hall, Seattle, Washington, Mỹ                                             | 26 tháng 8 – 2 tháng 9 năm 2012 | 1.600.000 USD            | Invictus Gaming 3-1 Natus Vincere |
| 3   | Benaroya Hall, Seattle, Washington, Mỹ                                             | 7–11 tháng 8 năm 2013           | 2.874.380 USD            | The Alliance 3-2 Natus Vincere    |
| 4   | KeyArena, Seattle, Washington, Mỹ                                                  | 18–21 tháng 7 năm 2014          | 10.923.977 USD           | NewBee 3-1 Vici Gaming            |
| 5   | KeyArena, Seattle, Washington, Mỹ                                                  | 3–8 tháng 8 năm 2015            | 18.429.613 USD           | Evil Geniuses 3-1 CDEC Gaming     |
| 6   | KeyArena, Seattle, Washington, Mỹ                                                  | 8–13 tháng 8 năm 2016           | 20.770.460 USD           | Wings Gaming 3-1 Digital Chaos    |
| 7   | KeyArena, Seattle, Washington, Mỹ                                                  | 7–12 tháng 8 năm 2017           | 24.787.916 USD           | Team Liquid 3-0 NewBee            |
| 8   | Roger Arena, Vancouver, British Columbia, Canada                                   | 15–25 tháng 8 năm 2018          | 25.532.177 USD           | OG 3-2 PSG.LGD                    |
| 9   | Mercedes-Benz Arena, Thượng Hải, Trung Quốc                                        | 15–25 tháng 8 năm 2019          | 34.307.920 USD           | OG 3-1 Team Liquid                |
| 10  | Arena Națională, Bucharest, România                                                | 7–17 tháng 10 năm 2021          | 40.018.195 USD           | Team Spirit 3-2 PSG.LGD           |
| 11  | Sân vận động trong nhà Singapore, Singapore                                        | 25–30 tháng 10 năm 2022         | 18.886.701 USD           | Tundra Esports 3-0 Team Secret    |
| 12  | Seattle Convention Center's Summit & Climate Pledge Arena, Seattle, Washington, Mỹ | 12–29 tháng 10 năm 2023         | 3.146.369 USD            | Team Spirit 3-0 Gaimin Gladiators |
| 13  | Royal Arena, Copenhagen, Đan Mạch                                                  | 4–15 tháng 9 năm 2024           | 2.563.967 USD            | Team Liquid 3-0 Gaimin Gladiators |

## Sản phẩm đại chúng

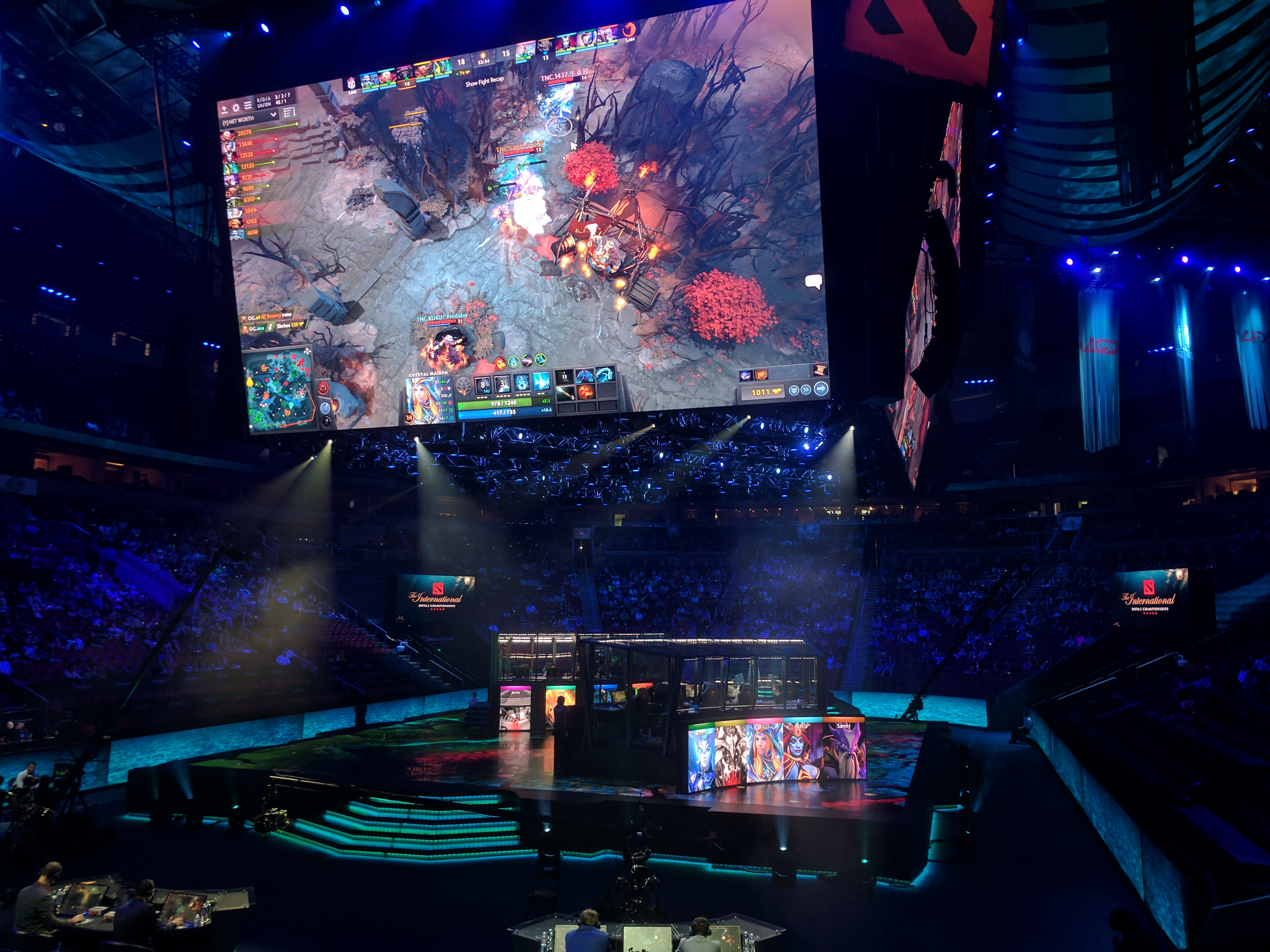
Trận đấu giữa team OG và TNC tại The International 2017, tổ chức tại Key Arena, Seattle, Mỹ

### Free to Play
Vào năm 2014, Valve phát hành một bộ phim tài liệu mang tên Free to Play với nội dung là cuộc sống cá nhân và góc nhìn của các tuyển thủ chuyên nghiệp (nổi bật là Dendi) đã tham gia mùa The International đầu tiên năm 2011 và hành trình đi đến vinh quang của họ. Bộ phim nhận được sự đón nhận nồng nhiệt nói chung từ các nhà phê bình và truyền cảm hứng cho các game thủ trên thế giới.

### True Sight
Tiếp nối thành công của Free to Play, năm 2016, Valve tiếp tục làm series phim về hành trình đi đến vinh quang, hậu trường The International mang tên True Sight. Nhân vật chính của tựa phim này là các thành viên của team Evil Geniuses với chức vô địch mùa trước của họ.

### Against the Odds
Năm 2019, bộ phim tài liệu Against the Odds ra đời với hành trình của team OG và chức vô địch của họ vào năm 2018.

### Dota Dragon's Blood
Valve đã hợp tác với Netflix và biên kịch Ashley Miller sản xuất bộ phim hoạt hình mang phong cách anime về Dota 2 mang tên Dragon's Blood, với nội dung là cuộc phiêu lưu của các heroes trong game như Davion, Mirana, Marci, Luna, Carl, ... Trang web Rotten Tomatoes đánh giá tích cực 75%, dựa trên 12 đánh giá, trung bình 7,60 / 10.
Các diễn viên tham gia lồng tiếng có thể kể đến như: Lara Pulver, Yuri Lowenthal, Tony Todd và Troy Baker. Bộ phim đã lên sóng 2 mùa (2021 và 2022).